# Kathrine Olldag
Kathrine Olldag (nascida em 20 de dezembro de 1972 em Aabenraa) é uma política dinamarquesa, membro do Folketing pelo Partido Social Liberal. Ela foi eleita para o parlamento nas eleições legislativas dinamarquesas de 2019.

## Carreira política
Olldag foi eleita para o parlamento nas eleições de 2019, nas quais recebeu 1595 votos pessoais.